# Stražgonjca
Stražgonjca (prononcé /stɾaʒˈɡoːntsa/) est un village de la municipalité de Kidričevo, dans le nord-est de la Slovénie. Il se trouve au nord-est de Pragersko (en), sur la crique du Črnec. La région fait partie de la région traditionnelle de Styrie. Elle est englobée avec le reste de la municipalité dans la région statistique de Drava.

## Histoire
La route romaine reliant Emona à Sirmium y passait. 
La mutatio Pultovia était en proximité. Cette station du cursus publicus a été consignée sur l'itinéraire de l'anonyme de Bordeaux en 333. C'est la mutatio qui précédait l'arrivée à la civitas Ptuj distante de près de 18 km. 